# Dinica dierli
Dinica dierli är en fjärilsart som beskrevs av Petersen 1983. Dinica dierli ingår i släktet Dinica och familjen äkta malar.
Artens utbredningsområde är Nepal. Inga underarter finns listade i Catalogue of Life.